# International Components for Unicode
International Components for Unicode（ICU）は、Unicodeおよび国際化と地域化に関するライブラリである。オープンソースソフトウェアとして開発されている。
ICUのもとでは、C言語およびC++向けのライブラリとJava向けのライブラリの開発が行われており、それぞれICU4CとICU4Jと呼称されている。

## 主な機能
主な機能は以下のとおり。
- コードページで符号化されたテキストとUnicodeとの変換
- 照合処理（Unicode照合アルゴリズム）
- 数値、日時、通貨などの書式化
- 時刻に関する演算
  - グレゴリオ暦およびその他の暦の取り扱い
  - タイムゾーンに関する演算
- Unicodeのサポート
  - Unicode正規化、大文字・小文字の処理、その他Unicode Standardに基づく処理
- 正規表現
- 双方向テキストに関する処理
- テキスト境界（単語、文、段落などの境界）
  - 行折り返しと単語折り返し（英語版）の処理

これらの機能の実装には共通ロケールデータリポジトリが活用されている。